# Argentina Open 2023
L'Argentina Open 2023 è stato un torneo di tennis che viene giocato sulla terra rossa nella categoria ATP Tour 250 nell'ambito dell'ATP Tour 2023. È stata la 84ª edizione del torneo, si è giocato al Buenos Aires Lawn Tennis Club di Buenos Aires in Argentina, dal 13 al 19 febbraio 2023.

## Partecipanti al singolare

### Teste di serie
| Nazionalità | Giocatore            | Ranking | Testa di serie* |
| ----------- | -------------------- | ------- | --------------- |
| Spagna      | Carlos Alcaraz       | 2       | 1               |
| Regno Unito | Cameron Norrie       | 11      | 2               |
| Italia      | Lorenzo Musetti      | 19      | 3               |
| Argentina   | Diego Schwartzman    | 28      | 4               |
| Argentina   | Francisco Cerúndolo  | 31      | 5               |
| Argentina   | Sebastián Báez       | 47      | 6               |
| Slovacchia  | Alex Molčan          | 52      | 7               |
| Spagna      | Albert Ramos Viñolas | 54      | 8               |

* Ranking al 6 febbraio 2023.

#### Altri partecipanti
I seguenti giocatori hanno ricevuto una wildcard per il tabellone principale:
- Facundo Díaz Acosta
- Guido Pella
- Dominic Thiem

Il seguente giocatore è entrato in tabellone con il ranking protetto:
- Hugo Dellien

I seguenti giocatori sono entrati nel tabellone principale passando dalle qualificazioni:

- Camilo Ugo Carabelli
- Dušan Lajović
- Juan Pablo Varillas
- Yannick Hanfmann

#### Ritiri
Prima del torneo
- Corentin Moutet → sostituito da  Thiago Monteiro

## Partecipanti al doppio

### Teste di serie
| Nazione   | Giocatore         | Nazione   | Giocatore            | Rank* | Testa di serie |
| --------- | ----------------- | --------- | -------------------- | ----- | -------------- |
| Spagna    | Marcel Granollers | Argentina | Horacio Zeballos     | 27    | 1              |
| Brasile   | Rafael Matos      | Spagna    | David Vega Hernández | 56    | 2              |
| Italia    | Simone Bolelli    | Italia    | Fabio Fognini        | 62    | 3              |
| Argentina | Máximo González   | Argentina | Andrés Molteni       | 87    | 4              |

* Ranking al 6 febbraio 2023.

### Altri partecipanti
Le seguenti coppie di giocatori hanno ricevuto una wildcard per il tabellone principale:
- Federico Coria /  Tomás Martín Etcheverry
- Diego Schwartzman /  Dominic Thiem

La seguente coppia di giocatori è entrata in tabellone con il ranking protetto:
- Marcelo Demoliner /  Andrea Vavassori

La seguente coppia di giocatori è entrata in tabellone come alternate:
- Boris Arias /  Federico Zeballos

### Ritiri
Prima del torneo
- Federico Coria /  Tomás Martín Etcheverry → sostituiti da  Boris Arias /  Federico Zeballos

## Punti
| Evento    | V   | F   | SF | QF | 2T | 1T   | Q    | Q2   | Q1   |
| Singolare | 250 | 150 | 90 | 45 | 20 | 0    | 12   | 6    | 0    |
| Doppio    | 250 | 150 | 90 | 45 | 0  | N.D. | N.D. | N.D. | N.D. |

## Montepremi
| Evento    | V       | F       | SF      | QF      | 2T      | 1T     | Q2     | Q1     |
| Singolare | $95,305 | $55,595 | $32,680 | $18,940 | $11,000 | $6,720 | $3,360 | $1,830 |
| Doppio*   | $33,110 | $17,720 | $10,400 | $5,800  | $3,420  | N.D.   | N.D.   | N.D.   |

* per team

## Campioni

### Singolare
Carlos Alcaraz ha sconfitto in finale  Cameron Norrie con il punteggio di 6-3, 7-5.
• È il settimo titolo in carriera per Alcaraz, il primo della stagione.

### Doppio
Simone Bolelli /  Fabio Fognini hanno sconfitto in finale  Nicolás Barrientos /  Ariel Behar con il punteggio di 6-2, 6-4.